# Canton de Gond-Pontouvre
Le canton de Gond-Pontouvre est une circonscription électorale française située dans le département de la Charente et la région Nouvelle-Aquitaine.
À la suite du redécoupage cantonal de 2014, la composition du canton reste inchangée.

## Histoire
Le canton est créé en 1982.
Un nouveau découpage territorial de la Charente entre en vigueur en mars 2015, défini par le décret du 20 février 2014, en application des lois du 17 mai 2013 (loi organique 2013-402 et loi 2013-403). Les conseillers départementaux sont, à compter de ces élections, élus au scrutin majoritaire binominal mixte. Les électeurs de chaque canton élisent au Conseil départemental, nouvelle appellation du Conseil général, deux membres de sexe différent, qui se présentent en binôme de candidats. Les conseillers départementaux sont élus pour 6 ans au scrutin binominal majoritaire à deux tours, l'accès au second tour nécessitant 12,5 % des inscrits au 1er tour. En outre la totalité des conseillers départementaux est renouvelée. Ce nouveau mode de scrutin nécessite un redécoupage des cantons dont le nombre est divisé par deux avec arrondi à l'unité impaire supérieure si ce nombre n'est pas entier impair, assorti de conditions de seuils minimaux. Dans le Charente, le nombre de cantons passe ainsi de 35 à 19. La composition du canton reste inchangée.

## Représentation

### Conseillers généraux de 1982 à 2015
| Période | Période | Identité       | Étiquette | Qualité                                                                                              |
| ------- | ------- | -------------- | --------- | --- |
| 1982    | 2015    | Jeanne Filloux | ex-PS     | Maire de Champniers (2009-2020) Vice-Présidente du Conseil Général Conseillère régionale (1986-1992) |

### Conseillers départementaux depuis 2015
| Période élective | Période élective | Mandat | Mandat   | Identité        | Nuance | Nuance | Qualité |
| ---------------- | ---------------- | ------ | -------- | --------------- | ------ | ------ | --- |
| 2015             | 2021             | 2015   | 2021     | Jeanne Filloux  |        | DVG    | Maire de Champniers (2009-2020) |
| 2015             | 2021             | 2015   | 2021     | Thibaut Simonin |        | PS     | Chef d'entreprise Adjoint au maire de Saint-Yrieix-sur-Charente                                                                     |
| 2021             | 2028             | 2021   | en cours | Thibaut Simonin |        | PS     | Conseiller sortant, 5ème Vice-Président du conseil départemental                                                                    |
| 2021             | 2028             | 2021   | en cours | Maryline Vinet  |        | PCF    | Attachée d'administration au théâtre d'Angoulême, adjointe au maire du Gond-Pontouvre 4ème Vice-Présidente du conseil départemental |

### Résultats détaillés

#### Élections de mars 2015
Lors des élections départementales de 2015, le binôme composé de Jeanne Filloux et Thibaut Simonin (Union de la Gauche) est élu au 2d tour avec 54,2% des suffrages exprimés en battant le binôme composé de Corinne Meyer et Benoit Miège-Declercq (Union de la Droite).

#### Élections de juin 2021
Le premier tour des élections départementales de 2021 est marqué par un très faible taux de participation (33,26 % au niveau national). Dans le canton de Gond-Pontouvre, ce taux de participation est de 31,77 % (4 644 votants sur 14 616 inscrits) contre 33,39 % au niveau départemental. À l'issue de ce premier tour, deux binômes sont en ballottage : Thibaut Simonin et Maryline Vinet (Union à gauche, 47,51 %) et Corinne Jeanine Meyer et Benoît Miege-Declercq (DVC, 40,84 %).
Le second tour des élections est marqué une nouvelle fois par une abstention massive équivalente au premier tour. Les taux de participation sont de 34,3 % au niveau national, 33,99 % dans le département et 32,32 % dans le canton de Gond-Pontouvre. Thibaut Simonin et Maryline Vinet (Union à gauche) sont élus avec 56,7 % des suffrages exprimés (2 481 voix pour 4 724 votants et 14 617 inscrits),,. 

## Composition
À la suite du redécoupage de 2014, le nouveau canton de Gond-Pontouvre comprend les mêmes quatre communes entières.
| Nom                                    | Code Insee | Intercommunalité  | Superficie (km2) | Population (dernière pop. légale) | Densité (hab./km2) | Modifier                                    |
| -------------------------------------- | ---------- | ----------------- | ---------------- | --------------------------------- | ------------------ | ------------------------------------------- |
| Gond-Pontouvre (bureau centralisateur) | 16154      | CA GrandAngoulême | 7,45             | 5 884 (2022)                      | 790                | modifier les données · modifier les données |
| Balzac                                 | 16026      | CA GrandAngoulême | 9,64             | 1 401 (2022)                      | 145                | modifier les données · modifier les données |
| Champniers                             | 16078      | CA GrandAngoulême | 45,29            | 5 237 (2022)                      | 116                | modifier les données · modifier les données |
| Saint-Yrieix-sur-Charente              | 16358      | CA GrandAngoulême | 14,65            | 7 556 (2022)                      | 516                | modifier les données · modifier les données |
| Canton de Gond-Pontouvre               | 1614       |                   | 77,03            | 20 078 (2022)                     | 261                | modifier les données                        |

## Démographie

### Démographie avant 2015
| 1982   | 1990   | 1999   | 2006   | 2011   | 2012   |
| ------ | ------ | ------ | ------ | ------ | ------ |
| 16 631 | 17 998 | 18 185 | 18 871 | 19 463 | 19 513 |

### Démographie depuis 2015
En 2022, le canton comptait 20 078 habitants, en évolution de +1,61 % par rapport à 2016 (Charente : −0,48 %, France hors Mayotte : +2,11 %).
| 2013   | 2018   | 2022   |
| ------ | ------ | ------ |
| 19 586 | 19 881 | 20 078 |